# Alexandr Gorbunov
Alexandr Vladimirovič Gorbunov (rusky Александр Владимирович Горбунов; * 24. května 1990) je ruský kosmický inženýr a kosmonaut, 621. člověk ve vesmíru. Od konce září 2024 do poloviny března 2025 pobýval při svém prvním kosmickém letu na Mezinárodní vesmírné stanici (ISS).

## Mládí, vzdělání a inženýrská kariéra
Narodil se v Železnogorsku, druhém největším městě v Kurské oblasti Sovětského svazu (RSFSR). Jako dítě miloval přírodu a toužil stát se biologem, pak ale objevil modelářství a k rozhodnutí věnovat se leteckému inženýrství dospěl během střední školy, kterou v rodném městě dokončil v roce 2008.
V roce 2009 se zapsal na Moskevský letecký institut (MAI), kde tři roky studoval na vojenské katedře obor „provoz a opravy letadel, vrtulníků a leteckých motorů“. V roce 2012 také ukončil vojenskou službu s hodností poručíka v záloze a během dalších dvou let institut s vyznamenáním dokončil a získal inženýrský titul se specializací „Kosmické lodě a horní stupně“.
Ještě během studia, od října 2012 do února 2014, pracoval jako technik v oddělení projektování dopravních nákladních lodí v přední firmě ruského kosmického průmyslu RKK Energija. V březnu 2014 ve stejném oddělení přešel na inženýrskou pozici, kde zůstal až do svého odchodu do oddílu kosmonautů CPK  v září 2018.

## Kosmonaut
Při své práci v RKK Energija se pracovně setkával s kosmonauty, což ho dovedlo k rozhodnutí pokusit se dostat do jejich řad.
Už v roce 2015 úspěšně absolvoval lékařské prohlídky v Ústavu biomedicínských problémů, a proto se v červnu 2017 přihlásil do 2. otevřeného náboru nových kosmonautů. V listopadu téhož roku získal lékařské osvědčení, prošel všemi koly výběru a 10. srpna 2018 – společně s dalšími 7 kolegy – také závěrečným rozhodováním příslušné meziresortní komise. K základnímu výcviku ve Střediska přípravy kosmonautů J. A. Gagarina nastoupil 1. října 2018. Po všech nezbytných zkouškách a testech včetně leteckého výcviku na letounu Aero L-39 Albatros získal v prosinci 2020 kvalifikaci zkušebního kosmonauta.
Počátkem února 2022 středisko nově vyhlásilo obsazení několika budoucích posádek lodí mířících na Mezinárodní vesmírnou stanici, v němž na Gorbunova připadla funkce 2. palubního inženýra v záložní posádce pro Expedici 71 a v hlavní posádce pro Expedici 72. Na podzim 2022 se rozběhla výměna křesel mezi NASA a Roskosmosem v jejich kosmických lodích (vždy jeden ruský kosmonaut letěl na ISS v Crew Dragonu a jeden americký astronaut v Sojuzu MS), a Gorbunov se jako 2. palubní inženýr také stal součástí takové výměny. Proto v květnu 2023 začal trénovat jako záloha pro misi SpaceX Crew-8 a člen hlavní posádky pro Crew-9. 

### 1. kosmický let – SpaceX Crew-9
Koncem ledna 2024 NASA oficiálně zveřejnila složení posádky mise SpaceX Crew-9, v níž byl Gorbunov zařazen jako letový specialista vedle velitelky Zeny Cardmanové, pilota Nicka Hague a další letové specialistky Stephanie Wilsonové. Koncem srpna 2024, jen několik týdnů před plánovaným startem, se však změnil program letů na stanici, a to kvůli potížím nové kosmické lodi Starliner při testovací misi Boeing Crew Flight Test. NASA oznámila rozhodnutí nechat Starliner přistát bez jeho dvoučlenné posádky (Barry Wilmore a Sunita Williamsová) a v lodi Crew-9 poslat pro nadcházející Expedici 72 jen dva astronauty a na ISS k nim připojit kolegy ze Starlineru. Pokud NASA nechtěla porušit dohodu s Roskosmosem, musela v 9. posádce ponechat Gorbunova, a ve výběru ze tří zbylých členů Crew-9 byl úspěšný Hague.
Dvojice z Floridy odstartovala 28. září 2024 a o den později se připojila ke stanici. Jen pár desítek hodin poté, co na ISS dorazili jejich nástupci v lodi SpaceX Crew-10, určení pro následující Expedici 73, odletěla 18. března 2025 kompletní, čtyřčlenná posádka Crew-9 (včetně Wilmora a Williamsové) zpět na Zemi. Gorbunovův let trval 171 dní, 4 hodiny a 40 minut. 

## Soukromý život
Jeho největším koníčkem je paragliding, rád se také věnuje pěší turistice a potápění.